# Willi Dohme
Willi Dohme (* 1905 in Ratzdorf; † 1978) war ein deutscher Ruderer und zweifacher deutscher Meister im Einer.

## Rudern
Dohne war Ruderer im Gubener Ruderclub 1905, einem Ruderclub aus der Niederlausitz. 1932 und 1933 gewann der die deutsche Meisterschaft im Einer. 1930 war er schon Vizemeister geworden. Bemerkenswert ist der Gewinn bei einem Hamburger Rennen 1933. Nachdem er mit dem dänischen Meister Hendriksen 200 Meter nach dem Start des Rennens kollidierte, musste das Rennen annulliert und wiederholt werden. Den Neustart gewann er dann mit zwei Längen Vorsprung.

## Vita
Dohme war gelernter Büchsenmacher und Wirt. Ihm gehört eine Gaststätte. Er hatte in die Besitzerfamilie eingeheiratet. Nach dem Krieg war er Repressalien in der DDR ausgesetzt, die zu seiner Verhaftung führten. Der Gasthof wurde verstaatlicht und Dohme flüchtete daraufhin im August 1958 mit seiner Familie in die Bundesrepublik.